# Dryopteris oligodonta
Dryopteris oligodonta és una espècie de falguera de la família Dryopteridaceae, endèmica de les Illes Canàries. Allà l'anomenen "helecho macho" o "penco".
Viu a les illes occidentals de l'arxipèlag canari: Gran Canària, Tenerife, El Hierro, La Gomera i La Palma.

## Hàbitat
Viu al sotabosc fresc i humit dels boscos de laurisilva, podent prosperar tant en condicions d'ombra intensa com de mitja ombra amb alguns rajos de llum solar filtrada per les branques dels arbres.